# Горка Гурусета
Горка Гурусета Родрігес (ісп. Gorka Guruzeta Rodríguez; 12 вересня 1996, Сан-Себастьян, Країна Басків) — іспанський футболіст, нападник команди «Атлетік Більбао».

## Кар'єра
Горка народився в Сан-Себастьяні, Гіпускоа, Країна Басків. 2014 року покинув клуб «Антігуоко» і приєднався до молодіжної команди «Атлетік Більбао». Його дебют в дорослому футболі відбувся в сезоні 2014-2015 років у складі фарм-клубу «Атлетіка» — «Басконії» в рамках третього дивізіону.
18 грудня 2015 року завдяки травмі Асьєра Вільялібре Гурусета одержав місце в команді дублерів «Атлетіка». Три дні по тому відбувся його професійних дебют, його команда вдома зіграла внічию (1:1) проти «Луго».
Дебют Гурусети в основному складі й Ла-Лізі відбувся 27 серпня 2018 року, коли він наприкінці матчу замінив Маркеля Сусаету в домашній нічиїй 2–2 проти Уески. У тому сезоні він виходив на поле ще в дев'яти поєдинках Ла-Ліги та Кубку Іспанії, забивши один гол на виїзді Севільї (Атлетік тоді виграв, але поступився у двох матчах). У квітні 2019 року, знову граючи за команду дублерів у Сегунда Дивізіоні Б, він зазнав чималої травми, розриву передньої хрестоподібної зв'язки правого коліна. Він успішно відновився, але вже більше не грав за першу команду.
1 вересня 2020 року Гурусета розірвав свій контракт з Левами й через кілька годин уклав договір з Сабаделем, який щойно вийшов до другої ліги. Втім, до 2022 року Атлетік зберіг опцію викупити гравця назад.
19 серпня 2023 року в матчі чемпіонату проти «Осасуни» забив гол з передачі Ніко Вільямса, який у підсумку був визнаний найкрашою грою місяця Ла-Ліги. 20 лютого 2024 року продовжив контракт з «Атлетіком» до червня 2028 року.

## Досягнення
«Атлетік» (Більбао)
- Володар Кубка Іспанії: 2023–24[10]

Особисті
- Гра місяця Ла-Ліги: серпень 2023 (спільно з Ніко Вільямсом)